# 7. medicinska brigada (ZDA)
7. medicinska brigada (izvirno angleško 7th Medical Brigade) je bila medicinska brigada Kopenske vojske Združenih držav Amerike.

## Zgodovina
Brigada je bila 21. septembra 1978 preoblikovana v 7. medicinsko poveljstvo.